# Nicola Cruz
Nicola Cruz (né en 1987 à Limoges, en Nouvelle-Aquitaine) est un DJ et producteur franco-équatorien. Son style musical mélange la musique électronique avec des sons traditionnels sud-américains, incluant de nombreux instruments analogiques, tout en étant fortement influencé par la musique andine, la techno, le dub, la musique minimale, etc. parfois qualifiée d'Andean electronica ou, comme il l'a lui-même baptisé, d'« andes-step »,,. En 2015, il signe avec le label ZZK Records et sort son premier album, Prender el Alma.

## Biographie
Nicola Cruz est né le 7 décembre 1987 dans la ville de Limoges, dans le centre-sud de la France, de parents immigrés équatoriens. Il passe ses 3 premières années dans le pays avant de retourner avec sa famille à Quito. C'est là qu'il s'intéressera à la musique, et apprendra les percussions grâce à une batterie que ses parents lui offrent à l'âge de 12 ans.
À l'âge de 19 ans (2006), il déménage à Mexico, au Mexique, où il vit pendant cinq ans et étudie l'ingénierie du son et la production musicale. Il possède un studio dans la ville de Tumbaco, à 14 km à l'est de Quito,.
En 2012, il collabore avec le DJ Nicolas Jaar et tourne avec lui aux États-Unis. En avril 2016, il est invité à une session Boiler Room à Tulum, au Mexique, qui compte plus de 11 millions de vues sur YouTube en 2020. Il participe également aux éditions 2016 et 2019 du festival Sònar à Barcelone, en Espagne, et à l'édition 2015 de Sònar Buenos Aires Il joue plusieurs fois à la Sala Razzmatazz de Barcelone. En 2019, il se produit également au Lollapalooza à Santiago au Chili, et à la fin de cette même année, il joue depuis les chutes d'Iguazú, en Argentine, retransmis par Cercle Music.

## Style musical
À ses débuts, les premières chansons de Nicola Cruz sont influencées principalement par des rythmes house et techno, avec une composante expérimentale importante. Il commence rapidement à impliquer des sons liés à son pays d'origine, la musique de l'Équateur. En 2015, il signe avec le label argentin ZZK Records, très en phase avec son style musical.
Pour Nicola, la relation entre la musique et la spiritualité est un aspect important de son travail. Il s'inspire de la culture et de la cosmovision sud-américaines, en particulier andine-équatorienne. Cela se traduit par l'inclusion dans ses morceaux d'éléments folkloriques, mystiques et de sons organiques aux « connotations chamaniques ». Nicola Cruz met particulièrement l'accent sur l'étude des rythmes, car il commence comme percussionniste. Il décrit lui-même son style comme de l'« andes-step », bien qu'il s'oppose également au besoin apparent, dans la musique contemporaine, d'étiqueter tous les genres et styles musicaux, ne voulant pas être catalogué dans un genre particulier.
Bien que sa musique soit clairement classée comme musique électronique, il évite la prédominance du son numérique, en faveur du son plus analogique, des instruments traditionnels tels que la marimba, la sampoña, le charango ou la flûte siku,. En ce sens, il commente : « J'utilise l'ordinateur dans mes productions en dernier recours, pour tout le reste j'aime le faire à l'extérieur ».

## Discographie

### Albums studio
- 2015 : Prender el Alma (ZZK Records)
- 2016 : Prender el Alma Remixed (ZZK Records)
- 2017 : El Origen (ZZK Records)
- 2019 : Siku (ZZK Records)
- 2019 : Siku Reworks (ZZK Records)

### Singles et EP
- 2013 : Noise Within Us (EP)
- 2014 : Lea
- 2015 : Invocación
- 2017 : Cantos de Visión
- 2017 : Visiones
- 2017 : Puente Roto Remixed
- 2017 : Espíritu
- 2017 : El Origen Single
- 2017 : Chucum
- 2018 : Inversions
- 2018 : Siete
- 2018 : Arka
- 2019 : Siete (Live Version)
- 2019 : Obsidiana (Hermetics Remix)
- 2020 : Nicola Cruz / Pigmalião (EP)
- 2020 : Hybridism
- 2020 : Fuego Nuevo

### Collaborations
- 2020 : TW Meets NC, avec Tornado Wallace (Óptimo Music)